# Saka (Hiroszima)
Saka (jap. 坂町 Saka-chō) – miasto w Japonii, na wyspie Honsiu, w prefekturze Hiroszima. Według danych na rok 2020 miejscowość zamieszkiwało 12 582 mieszkańców , a gęstość zaludnienia wyniosła 802 os./km².